# Tezcatlipoca

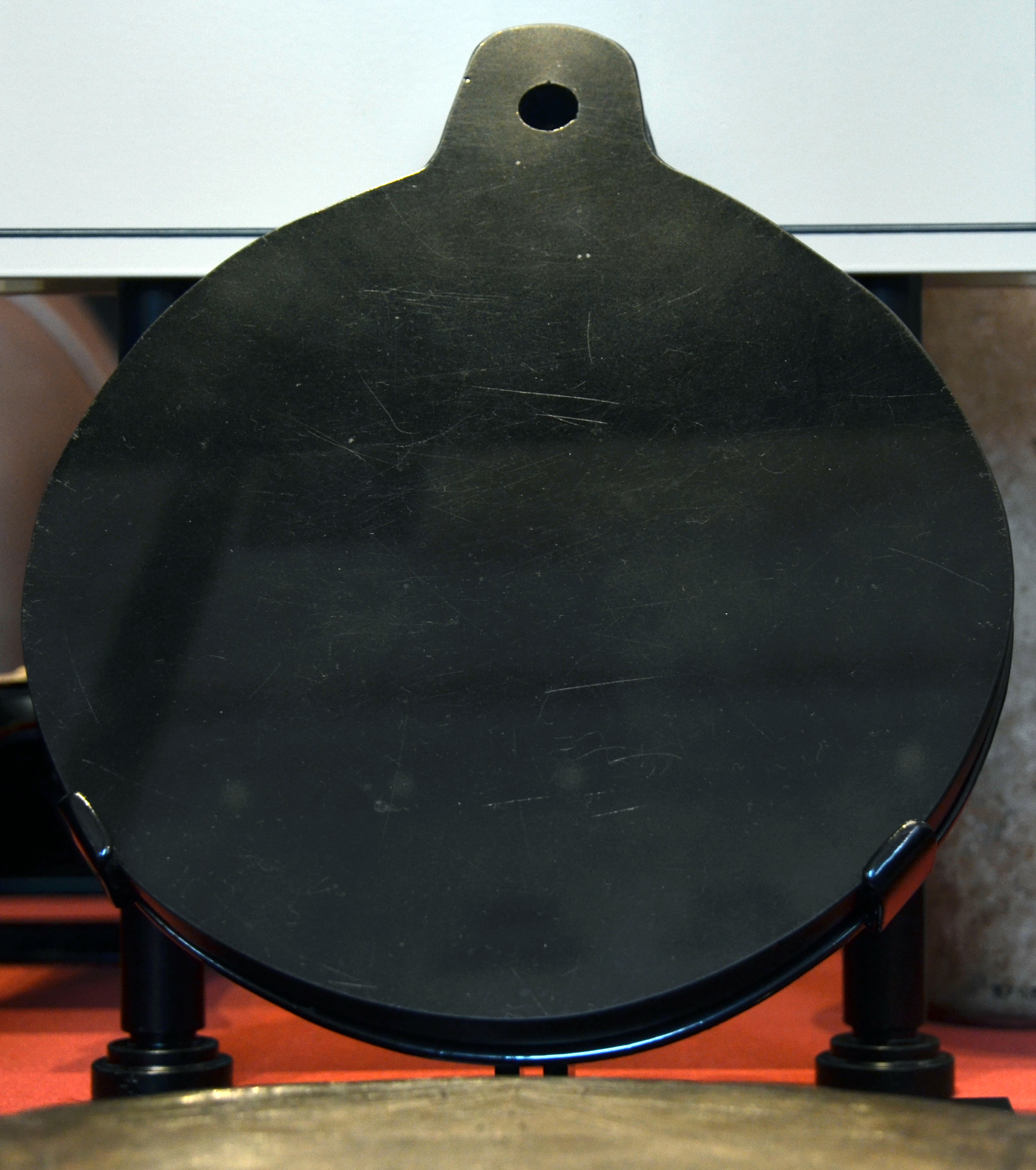
Azteckie obsydianowe zwierciadło poświęcone Tezcatlipoce z Muzeum Brytyjskiego w Londynie

Tezcatlipoca (także Metzli; nah. Dymiące Zwierciadło lub Pan Dymiącego Zwierciadła) – w azteckim panteonie bóstwo zła, ciemności i zemsty, którego rodowód nie jest do końca jasny. Według mitycznych przekazów był bogiem-stwórcą i Słońcem Ziemi (Nahui Ocelotl) w pierwszej epoce świata oraz jednym z czterech synów boga-kreatora Ometeotl (Dwa Bóg), dwoistego stworzyciela świata składającego się z męskiego pierwiastka Ometecuhtli (Pan Dwoistości) i żeńskiego Omecihuatl (Pani Dwoistości).

## Zakres władzy
Był bogiem opatrzności, zmienności losu, ciemności i grzechu. Wynalazł ogień, przewodził czarnoksiężnikom, magom i wojownikom. Przedstawiany był z twarzą pomalowaną w czarne pasy, z nożami obsydianowymi lub krzemiennymi albo ze obsydianowym zwierciadłem (dymiącym zwierciadłem). Władał nocą i północną stroną świata, jego symbolem w kosmologii Azteków był gwiazdozbiór Wielkiej Niedźwiedzicy. Według niektórych wierzeń indiańskich jego żoną była bogini Xilonen. Uprowadził boginię Xochiquetzal, zwierzęciem symbolizującym Tezcatlipocę jest jaguar.
Dymiące zwierciadło pozwala mu widzieć wszystko na ziemi, pod ziemią i w niebie, a także widzieć i przepowiadać przyszłość.
Był głównym bóstwem czczonym w Texcoco.

## Przydomki
W mitologii występuje pod wieloma nazwami: Moyocoyatzin – Pan, władca samowładny, Ten, który stworzył się sam; Nezahualpilli – Książę Poszczący; Titlacahuacan lub Titlacauan – Ten, którego niewolnikami jesteśmy.
Inne przydomki: Tezcatlanextia – Zwierciadło, które sprawia, że rzeczy stają się widoczne; Moquequeloa – Ten, który drwi z samego siebie; Monenequi – Kapryśny; Ilhuicahua Tlalticpaque – Właściciel nieba i ziemi, Titlacahuan – My, jego ludzie; Yaotzin lub Yaotl – Wróg; Neceoc Yaotl – Wróg Obu Stron lub Wróg z dwóch stron.

## Dwóch bogów
W wierzeniach Azteków Tezcatlipoca występował pod dwiema postaciami: Tezcatlipoca czarny (Yayauhqui Tezcatlipoca) – jednonogi bóg nocy i zachodzącego słońca (stracił stopę gdy zbyt szybko zatrzasnęła się za nim brama do Mictlanu) oraz Tezcatlipoca czerwony (Tlatlauhqui Tezcatlipoca) – bóg światłości (w wierzeniach mieszkańców Huexotzinco i Tlaxcali nosił nazwę Camaxtle, był tam najważniejszym z bogów).
Po stracie nogi lub tylko stopy przedstawiano go z jedną stopą w postaci węża lub dymiącego zwierciadła.

## Stworzenie świata
Tezcatlipoca wraz ze swym bratem-bliźniakiem Quetzalcoatlem zamienili się w węże i pokonali potwora ziemskiego Tlalteuctli, a z dwóch połówek jego ciała stworzyli niebo i ziemię. Swoje dzieło umocnili poprzez stworzenie Drzewa Życia, łączącego wszystkie poziomy nieba, świata podziemnego i Ziemię.
W czasie walki Tezcatlipoca stracił stopę, którą odtąd zastępowało ciało węża lub dymiące zwierciadło.

## Tezcatlipoca i Quetzalcoatl
Przedstawia się go często jako przeciwnika mezoamerykańskiego bóstwa Quetzalcoatla (z którym według legend stoczył zaciętą walkę zmuszając go do wyjazdu na wschód) i Huitzilopochtli (wielkiego boga wojny, słońca i południa). Tezcatlipoca wraz z Quetzalcoatlem na zmianę tworzyli i niszczyli świat, tocząc ze sobą wieczną walkę. Wielokrotnie Czerwony Tezcatlipoca utożsamiany był z Xipe Totec.
Losy Tezcatlipoci i Quetzalcoatla jako uosobienia przeciwstawnych sił kosmosu splatają się nierozerwalnie. Quetzalcoatl rozpoczyna nowe istnienie świata, a Tezcatlipoca przynosi zniszczenie i zamyka kosmiczne cykle.

## Ofiara
Uroczystość ku czci Tezcatlipoki różni się znacznie od wszystkich obrzędów azteckich. Ma ona w sobie wiele dramaturgii. Na rok przed uroczystością wybierano najpiękniejszego jeńca wojennego. Pobierał on edukację z zakresu etykiety dworskiej i muzyki. Grając na flecie i przechadzając się ulicami miasta był czczony niczym sam Tezcatlipoca, którego wcielenie uosabiał. Na miesiąc przed dniem ofiary (w języku nahuatl zwanej Ixiptla) przydzielano mu cztery piękne dziewczyny, które przebierano za boginie. Dziewczęta te spełniały każde jego życzenie. W dniu ofiary stawał na czele procesji, której towarzyszył świąteczny, radosny nastrój. Gdy orszak docierał do świątyni, jeniec wchodził śladami ośmiu kapłanów na szczyt piramidy, po drodze porzucając swoje flety. Na szczycie piramidy, nieszczęśnika rozciągano na kamieniu ofiarnym i wyrywano serce. Następnie ciało znoszono (a nie zrzucano) ze schodów.
Tezcatlipoca jest opiekunem 13 dnia miesiąca (acatl) azteckiego kalendarza.

## Galeria

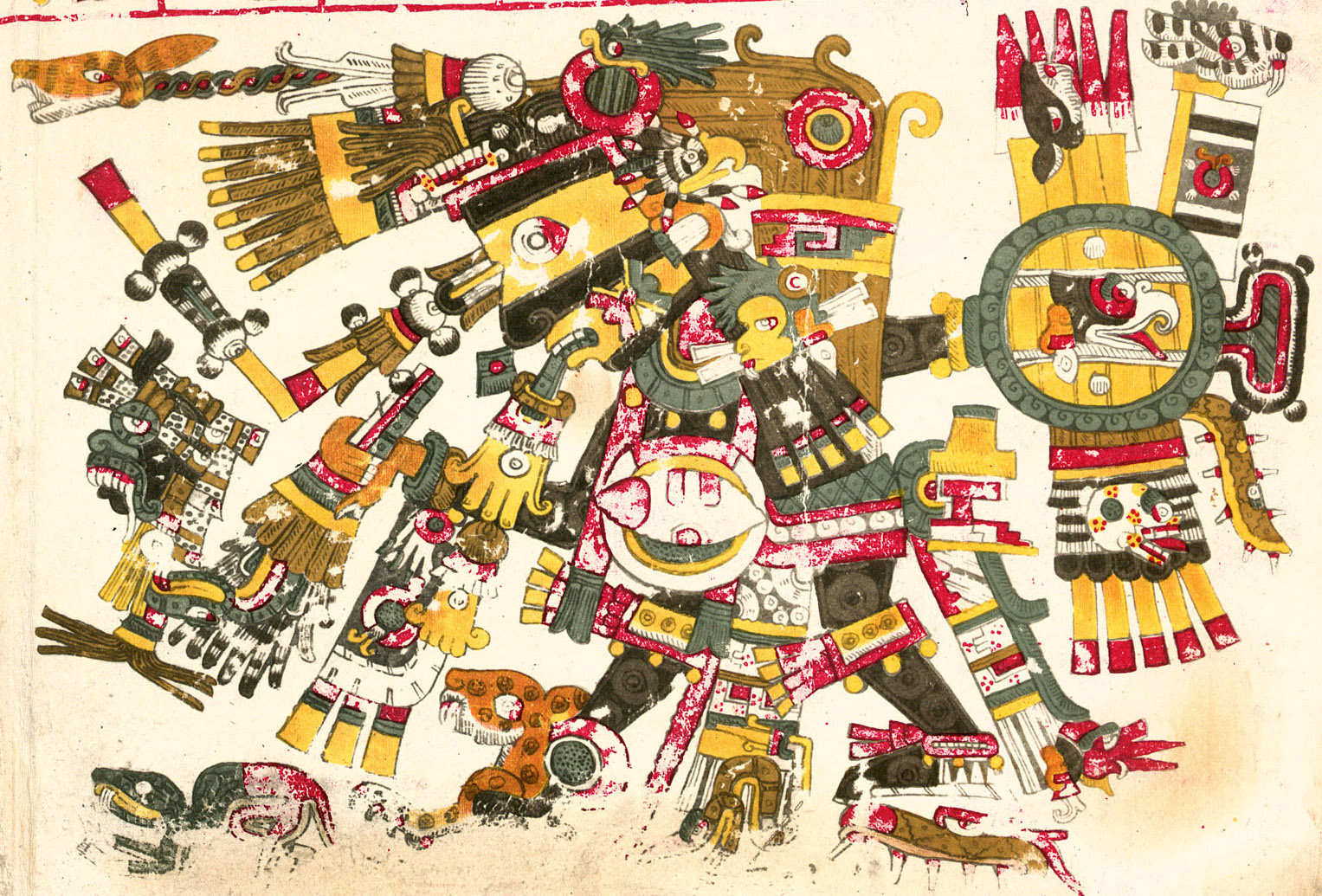
Tezcatlipoca czarny – Kodeks Borgia, XV wiek
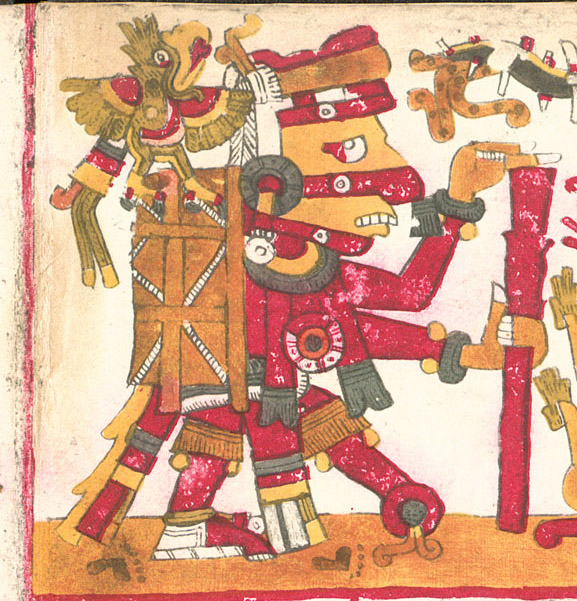
Tezcatlipoca czerwony – Kodeks Borgia, XV wiek
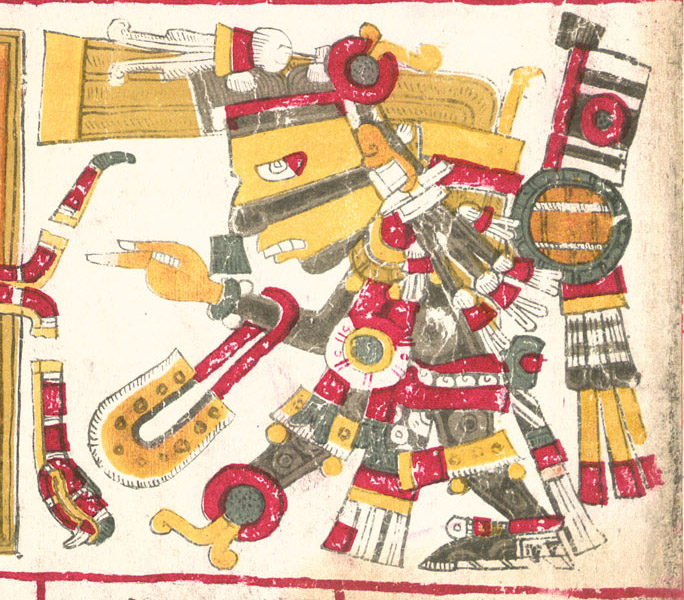
Tezcatlipoca czarny – Kodeks Borgia
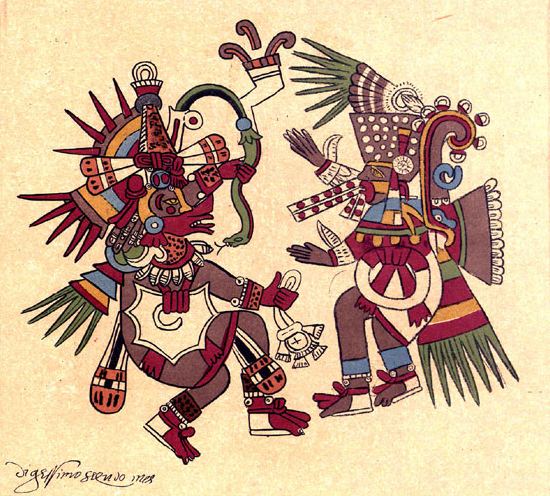
Quetzalcoatl (z lewej) walczy z Tezcatlipoca (z prawej) – Kodeks Borbonicus, XVI wiek
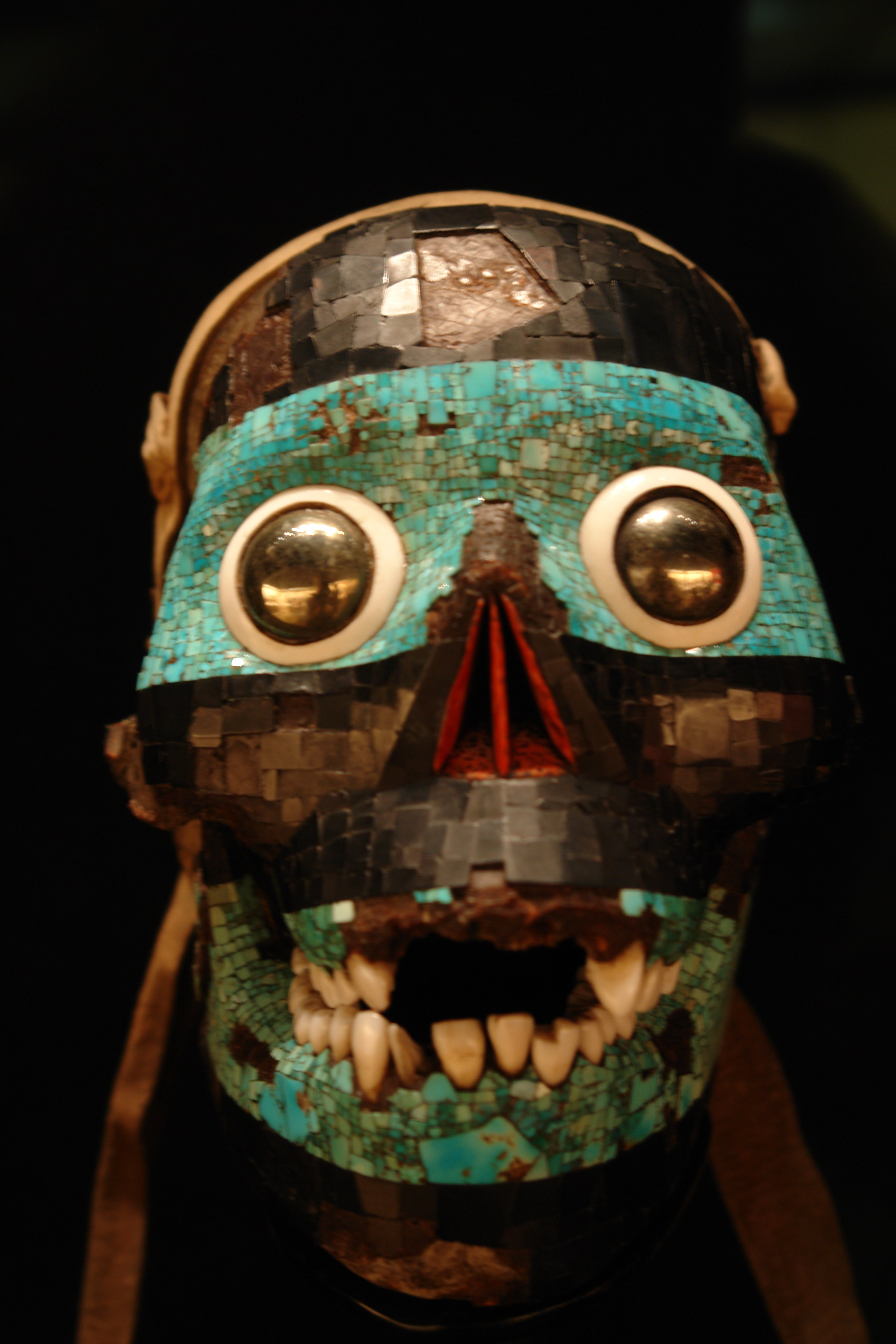
Aztecka turkusowa maska Tezcatlipoki z Muzeum Brytyjskiego w Londynie, zrobiona z ludzkiej czaszki